# Drňa
Drňa, ungarisch Darnya (bis 1948 slowakisch „Darňa“) ist eine Gemeinde in der südlichen Mittelslowakei mit 210 Einwohnern (Stand 31. Dezember 2024), die im Okres Rimavská Sobota, einem Kreis des Banskobystrický kraj, liegt und zur traditionellen Landschaft Gemer gehört.

## Geographie

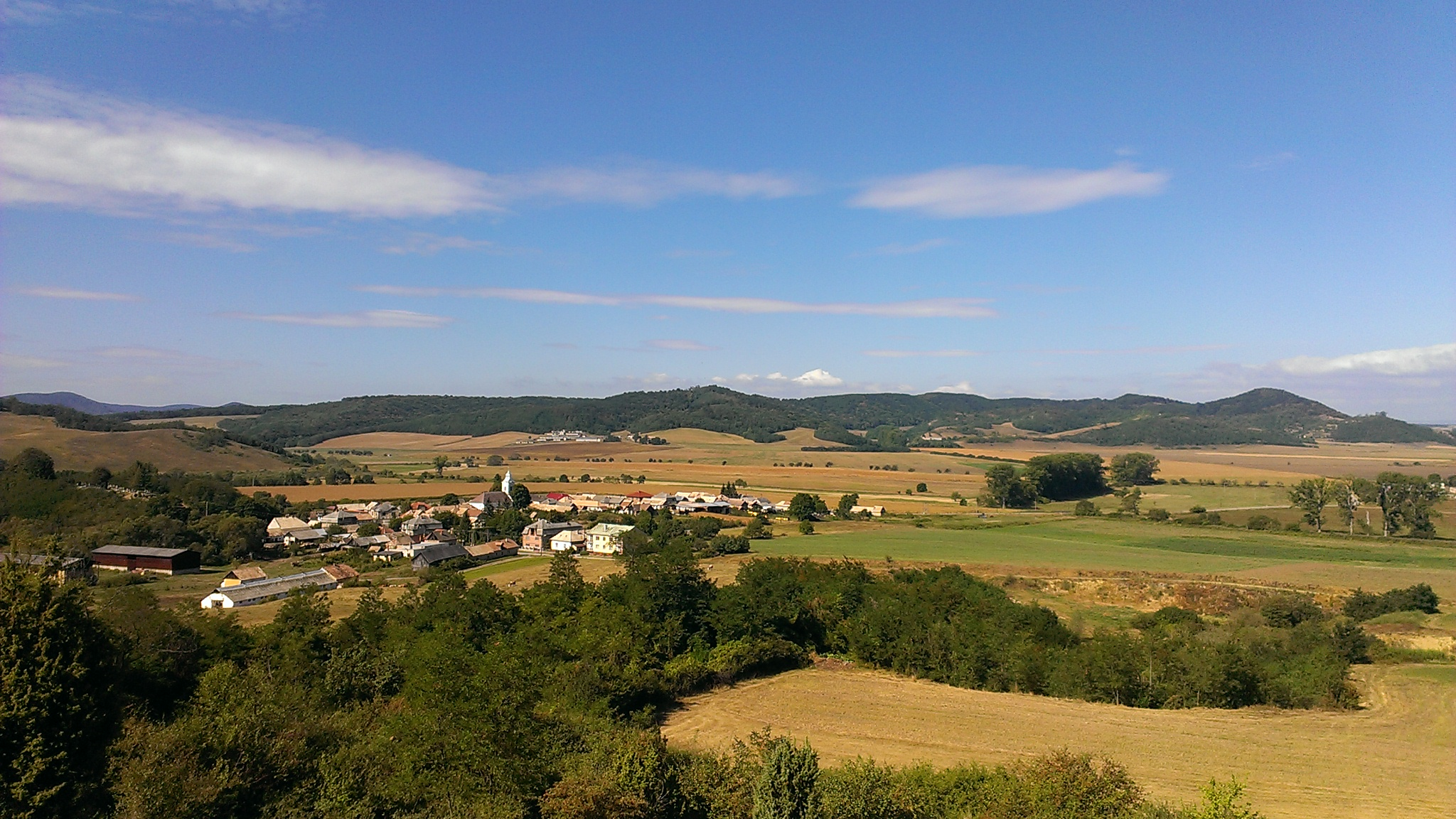
Blick auf Drňa

Die Gemeinde befindet sich am Übergang vom Bergland Cerová vrchovina in den Talkessel Rimavská kotlina (innerhalb der größeren Einheit Juhoslovenská kotlina), am rechten Ufer des Baches Mačací potok im Einzugsgebiet der Rimava. Das Ortszentrum liegt auf einer Höhe von 183 m n.m. und ist 18 Kilometer von Rimavská Sobota entfernt.
Nachbargemeinden sind Šimonovce im Westen, Norden und Nordosten, Chrámec im Osten, Hangony (H) im Südosten, Hostice im Süden und Širkovce im Südwesten.

## Geschichte
Drňa wurde zum ersten Mal 1246 als Darna schriftlich erwähnt, weitere historische Bezeichnungen sind unter anderen Dranya (1380), Darnia (1431), Darna (1786). Ab dem 15. Jahrhundert war das Dorf Besitz des Geschlechts Jánosy, nach ihrem Aussterben im späten 16. Jahrhundert war es Besitz des Landadels. In der Zeit der Türkenkriege im 16. Jahrhundert wurde der Ort von den Türken verwüstet. 1773 zählte man 71 Häuser und 514 Einwohner, die als Landwirte beschäftigt waren.
Bis 1918/19 gehörte der im Komitat Gemer und Kleinhont liegende Ort zum Königreich Ungarn und kam danach zur Tschechoslowakei beziehungsweise heute Slowakei. Auf Grund des Ersten Wiener Schiedsspruchs lag er von 1938 bis 1944 noch einmal in Ungarn.

## Bevölkerung
| Jahr                | 1994 | 2004     | 2014 | 2024    |
| ------------------- | ---- | -------- | ---- | ------- |
| Anzahl der Personen | 188  | 225      | 225  | 210     |
| Unterschied         |      | +19,68 % | +0 % | −6,66 % |

| Jahr                | 2023 | 2024    |
| ------------------- | ---- | ------- |
| Anzahl der Personen | 212  | 210     |
| Unterschied         |      | −0,94 % |

Gemäß der Volkszählung 2011 wohnten in Drňa 204 Einwohner, davon 153 Magyaren, 26 Slowaken, drei Roma und zwei Tschechen. 20 Einwohner machten keine Angabe zur Ethnie.
122 Einwohner bekannten sich zur römisch-katholischen Kirche, 42 Einwohner zur reformierten Kirche, sechs Einwohner zu den Zeugen Jehovas und ein Einwohner zu den Mormonen. 13 Einwohner waren konfessionslos und bei 20 Einwohnern wurde die Konfession nicht ermittelt.

## Baudenkmäler
- reformierte Kirche im klassizistischen Stil aus dem Jahr 1802[6]